# Argileonide
Argileonide o Archileonide (in greco antico: Ἀργιλεωνίς?, Arghileonìs; V secolo a.C. – dopo il 422 a.C.) fu madre di Brasida, generale spartano attivo durante la guerra del Peloponneso.

## Biografia
Quando Brasida morì, alcuni Anfipolitani vennero a Sparta e lei domandò loro se suo figlio fosse morto in modo glorioso e degno di Sparta; quando questi lo lodarono molto e affermarono che Sparta non aveva un altro uomo come lui, Argileonide rispose: "O stranieri, anche se mio figlio era bello e coraggioso, Sparta ha molti uomini più forti di lui". Per questa risposta, che anteponeva il buon nome della patria alla fama del figlio, Argileonide fu premiata pubblicamente dagli efori.